# アルペンスキー複合
アルペンスキー複合（アルペンスキーふくごう、英語: Alpine skiing combined）とは、アルペンスキーにおける競技種目のひとつで、滑降と回転を組み合わせたものである。内容的には独立した競技ではないが、しばしば滑降・スーパー大回転・大回転・回転に続く5つ目の種目とみなされる。アルペン複合とも、英語の Combined からコンバインドやコンビとも呼ばれたり、あるいはこれを略してCBと表記されることもある。

## 概要
競技者はまず滑降1本、続いて回転2本を滑り、その合計タイムで順位が決定する。複合競技における滑降・回転と区別するために、独立種目の滑降・回転をそれぞれ「スペシャル・ダウンヒル」（スペシャルDH）、「スペシャル・スラローム」（スペシャルSL）と呼ぶことがある。
冬季オリンピックおよびアルペンスキー世界選手権では、スペシャルDHやスペシャルSLとは別に実施される。複合では滑降・回転とも若干短いコースが設定される。
一般的な複合競技では、日程を2日間に分け「1日目・滑降、2日目・回転」とすることが多いが、回転1本と滑降（またはスーパー大回転）1本を同じ日に実施するスーパー複合（Super Combined, SC）という方式もあり、アルペンスキー・ワールドカップではほぼこの方式で開催されており、アルペンスキー世界選手権でも2007年のオーレ大会から、オリンピックでは2014年ソチオリンピックからCBに代わりスーパー複合が採用されている。
高速系・技術系両方のスキーテクニックが要求されるため、その両方を兼ね備えた、いわゆる「オールラウンダー」と呼ばれる選手が上位に入ることが多い。
日本選手は本項のアルペン・コンバインド世界大会で上位入賞する機会が少ないため、単にスキー競技の世界大会で「複合」というときは、入賞機会の多いノルディック複合を指すことがある。

## 歴史
種目としての複合が最初に実施されたのは1936年ガルミッシュ・パルテンキルヘンオリンピックのことである。
ワールドカップでは、実際に競技を実施するのではなく、同じ開催地で別々の日に組まれたスペシャルDHとスペシャルSLの成績を合算して順位を決める方式が長らく採用されていて、記録の上だけでのレースを意味する「ペーパーレース」と称されていた。2000年代中盤以降、国際スキー連盟はスーパー複合方式の導入を進め、従来のペーパーレースを置き換えていった。2005-06シーズンには、ワールドカップにおいて男子のスーパー複合が3回に対してペーパーレース1回、女子はスーパー複合2回でペーパーレースなしであった。
ワールドカップで最初に行なわれたスーパー複合は、男子が2005年1月14日、スイス・ウェンゲンで、女子が同年2月27日、イタリア・サン・シカリオにおいてであり、それぞれベンヤミン・ライヒとヤニツァ・コステリッチが優勝している。